# Blood Has Been Shed
A Blood Has Been Shed egy 1997-ben megalakult mathcore stílusú együttes volt Connecticut-ból.
Az együttes 2004-ben oszlott fel, miután két tagja (Howard Jones és Justin Foley) a Killswitch Engage-hez csatlakozott.

## Tagok
Végső felállás
- Howard Jones - ének (1997-2004)
- Corey Unger - gitár, ének (1997-2004)
- John Lynch - basszusgitár (2002-2004), dob (1997-2002)
- Justin Foley - dob (2002-2004)

Egykori tagok
- Todd Beaton - gitár (1997-2000)
- Chris - basszusgitár (1997-1998)
- Samson Contempas - basszusgitár (1999)
- Richard Thurston - basszusgitár (2000-2001)
- Daniel Daponde - gitár (2000-2001)
- Brendan "Slim" MacDonald - gitár (2001-2003)
- Josh Venn - gitár (2004-2005)
- AJ Parisi - dob (2007-2008, stúdiófelvételek)